# Tituly a vyznamenání Sirikit

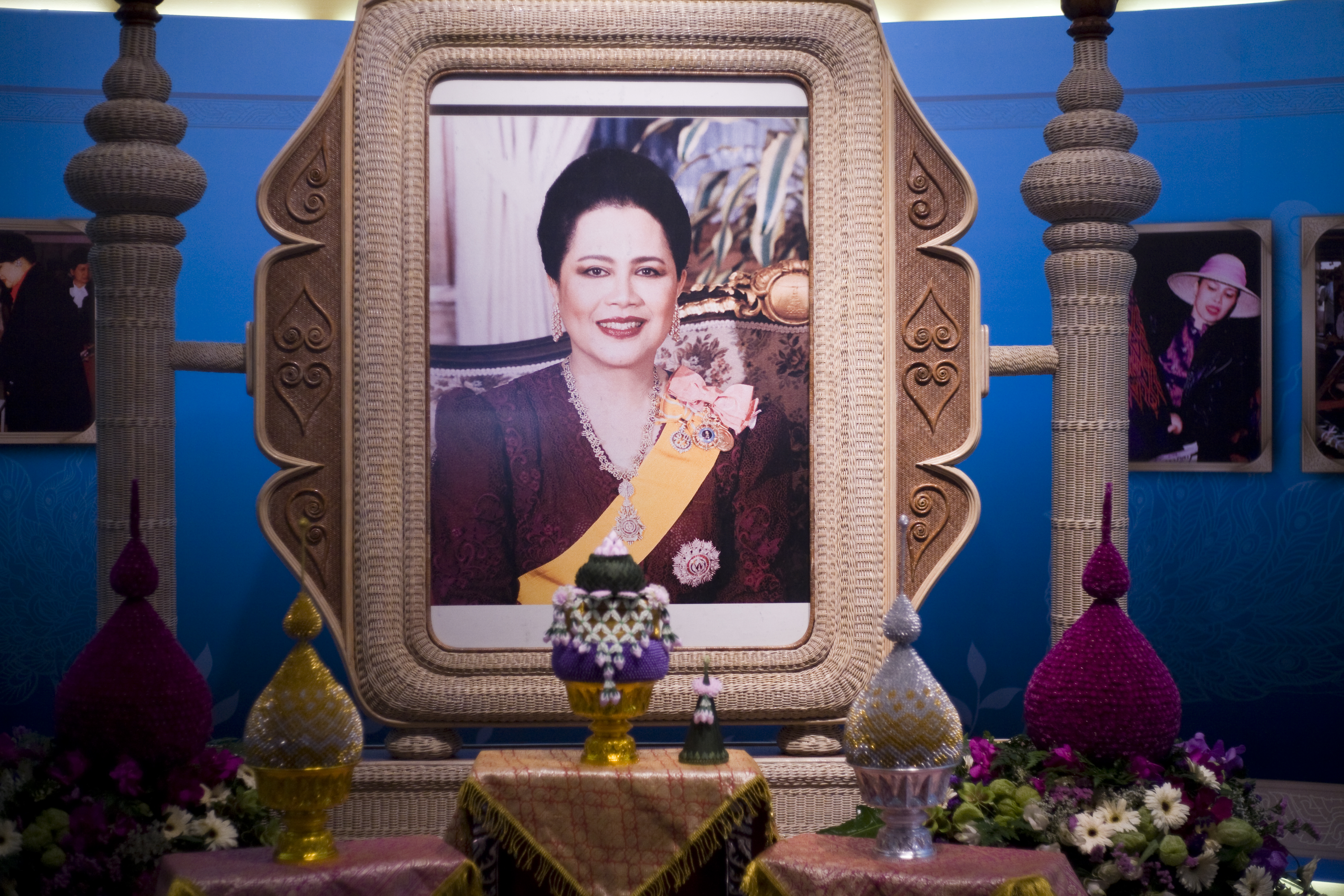
Portrét královny Sirikit s šerpou Řádu Mahá Čakrí a dalšími vyznamenáními.

Sirikit obdržela za svůj život řadu thajských i zahraničních vyznamenání a titulů. Mimo jiné je i čestným vysokým vojenským důstojníkem thajských ozbrojených sil. Také je proslulá svou charitativní činností a v Thajsku po ní byla pojmenována řada míst a institucí.

## Tituly
Plný titul thajské královny matky je Její Veličenstvo královna regentka Sirikit, královna matka (thajsky: สมเด็จพระนางเจ้าสิริกิติ์ พระบรมราชินีนาถ พระบรมราชชนนีพันปีหลวง). Oficiálně je oslovována jako Královna matka Sirikit.
Je také držitelkou vysokých vojenských hodností. Je polním maršálem, admirálem loďstva a maršálem letectva. Tyto její hodnosti jsou v oficiálních dokumentech obvykle zmiňovány jako Její Veličenstvo královna Sirikit, polní maršál, admirál loďstva a maršál královského thajského letectva (thajsky: จอมพลหญิง จอมพลเรือหญิง จอมพลอากาศหญิง สมเด็จพระนางเจ้าสิริกิติ์ พระบรมราชินีนาถ). Po smrti svého muže po něm převzala ceremoniální nejvyšší moc nad Královskými thajskými ozbrojenými silami.
- 12. srpna 1932 – 28. dubna 1950: Mom Rajawongse[pozn. 1] Sirikit Kitiyakara
- 28. dubna 1950 – 5. prosince 1956: Její Veličenstvo královna
- 22. října 1956 – 5. listopadu 1956: Její Veličenstvo královna a regentka thajská
- 5. listopadu 1956 – 13. října 2016: Její Veličenstvo královna
- 13. října 2016 – 5. května 2019: Její Veličenstvo královna Sirikit Deváté vlády
- 5. května 2019 – dosud: Její Veličenstvo královna Sirikit, královna matka

Od roku 1976 jsou z rozhodnutí thajské vlády královniny narozeniny připadající na 12. srpen slaveny jako národní svátek.

Královský monogram královny Sirikit

## Vyznamenání

Znak královny Sirikit jakožto dámy velkokříže Řádu Karla III.

### Thajská vyznamenání
- dáma hvězdy s diamanty Řádu Mahá Čakrí
- dáma Řádu devíti drahokamů
- dáma velkokříže Řádu Chula Chom Klao
- dáma velkostuhy Řádu bílého slona
- dáma velkostuhy Řádu thajské koruny
- dáma velkokříže Řádu Direkgunabhorn
- člen Řádu Ramkeerati

### Zahraniční vyznamenání
- Argentina
  -  velkokříž s řetězem Řádu osvoboditele generála San Martína – 1960
- Belgie
  -  velkokříž Řádu Leopoldova – 1960
- Brunej
  -  Královský rodinný řád Bruneje I. třídy – 1990
- Dánsko
  -  rytíř Řádu slona – 6. září 1960[2]
- Etiopské císařství
  -  velkokříž Řádu královny ze Sáby – 1968
- Finsko
  -  velkokříž s řetězem Řádu bílé růže
- Filipíny
  -  řetěz Řádu zlatého srdce – 15. ledna 1968
- Indonésie
  -  Řád hvězdy Mahaputera I. třídy – 1961
- Itálie
  -  velkokříž Řádu zásluh o Italskou republiku – 22. září 1960[3]
- Írán
  -  Řád Plejád I. třídy – 1968
- Japonsko
  -  Řád drahocenné koruny I. třídy – 1963
- Jižní Korea
  -  Velký řád Mugunghwa – 1981
- Laos
  -  velkostuha Řádu milionu slonů a bílého slunečníku – 1963
- Lucembursko
  -  rytíř Nasavského domácího řádu zlatého lva – 1960
- Maďarsko
  -  velkokříž s řetězem Záslužného řádu Maďarské republiky
- Malajsie
  -  Řád říšské koruny – 1962[4]
- Německo
  -  velkokříž speciální třídy Záslužného řádu Spolkové republiky Německo – 1960
- Nepál
  -  Řád cti – 1986
- Nizozemsko
  -  velkokříž Řádu nizozemského lva – 1960
- Norsko
  -  velkokříž Řádu svatého Olafa – 1965
- Pákistán
  -  Řád Pákistánu II. třídy
- Peru
  -  velkokříž Řádu peruánského slunce
- Portugalsko
  -  velkokříž Řádu svatého Jakuba od meče – 10. listopadu 1960[5]
- Rakousko
  -  velkohvězda Čestného odznaku Za zásluhy o Rakouskou republiku – 1964[6]
- Španělsko
  -  velkokříž Řádu Isabely Katolické – 3. listopadu 1960 – udělil Francisco Franco[7]
  -  velkokříž Řádu Karla III. – 13. listopadu 1987 – udělil král Juan Carlos I.[8]
- Švédsko
  -  rytíř Řádu Serafínů – 3. září 1960
- Tchaj-wan
  -  speciální velkostuha Řádu příznivých oblaků – 1963[9]

## Nestátní ocenění
- CERES Gold Medal – Organizace pro výživu a zemědělství, 1979
- Best Conservationist Certiicate – Světový fond na ochranu přírody, 1986
- International Humanitarian Award – Přátelé Národního dětského muzea ve Washingtonu D.C.
- UNESCO Borobudur Gold Medal – UNESCO, 1992
- UNICEF Special Recognition Award – UNICEF, 1992
- Award of Excellence – UNIFEM, 1992
- UNEP Gold Medal of Distinction – Program OSN pro životní prostředí, 1992
- Woman of the Year 1993 Award – Stanfordova univerzita, 1993
- IUCN Gold Medal – Mezinárodní svaz ochrany přírody, 2004
- Food Safety Award – Světová zdravotnická organizace, 2005

## Akademické tituly

### Doctor honoris causa
- Univerzita Thammasat
  - 1957: sociální práce
  - 1983: politické vědy
  - 1989: lesnictví
  - 2004: textilní, kostýmní, oděvní a módní návrhářství
- Univerzita Mahidol
  - 1960: veřejné zdraví
  - 1988: medicína
  - 1992: technologie environmentálního managementu
- Univerzita Chulalongkorn
  - 1961: politické vědy
  - 1984: průmyslová výroba
  - 1992: školství
- Univerzita Kasetsart
  - 1962: domácí hospodářství
  - 1992: marketing
  - 2005: potravinářské vědy
- Univerzita Centro Escolar
  - 1963: humanitní obory
- Univerzita Silpakorn
  - 1965: dekorativní umění
  - 1992: thajské umění
- Univerzita Khon Kaen
  - 1969: zemědělství
  - 1989: obchodní správa
  - 1991: finančnictví
  - 2003: vizuální komunikační design
  - 2004: management sociální rozvoje
- Univerzita Chiang Mai
  - 1970: psychologie
- Tuftsova univerzita
  - humanitní obory
- Otevřená univerzita Sukhothai Thammthirat
  - 1984: domácí hospodářství
  - 1990: veřejné zdraví
- Concord University
  - 1987: humanitní obory
- Univerzita Ramkhamhaeng
  - 1991: veřejná správa
- Georgetownská univerzita
  - 1993: humanitní obory
- Univerzita Johnse Hopkinse
  - 1995: humanitní obory
- Univerzita Tokai
  - 1997: filozofie
- Univerzita Thaksin
  - 2000: thajský jazyk
- Petrohradská státní univerzita
  - 2007: východní jazyky a kultury

## Eponyma
Královna Sirikit je proslulá svou charitativní činností. Od roku 1956 je čestnou předsedkyní Thajského červeného kříže. Rovněž se podílela na záchraně mnoha uprchlíků z Kambodže a Barmy. V Thajsku po ní byla pojmenována řada míst:
- dětská nemocnice Národní institut pro dětské zdraví královny Sirikit
- bangkokská nemocnice Centrum pro rakovinu prsu královny Sirikit
- Přehrada královny Sirikit na řece Nan
- Park královny Sirikit v Bangkoku
- Národní kongresové centrum královny Sirikit
- Botanická zahrada královny Sirikit[10]
- aj.